# 科比耶尔山脉

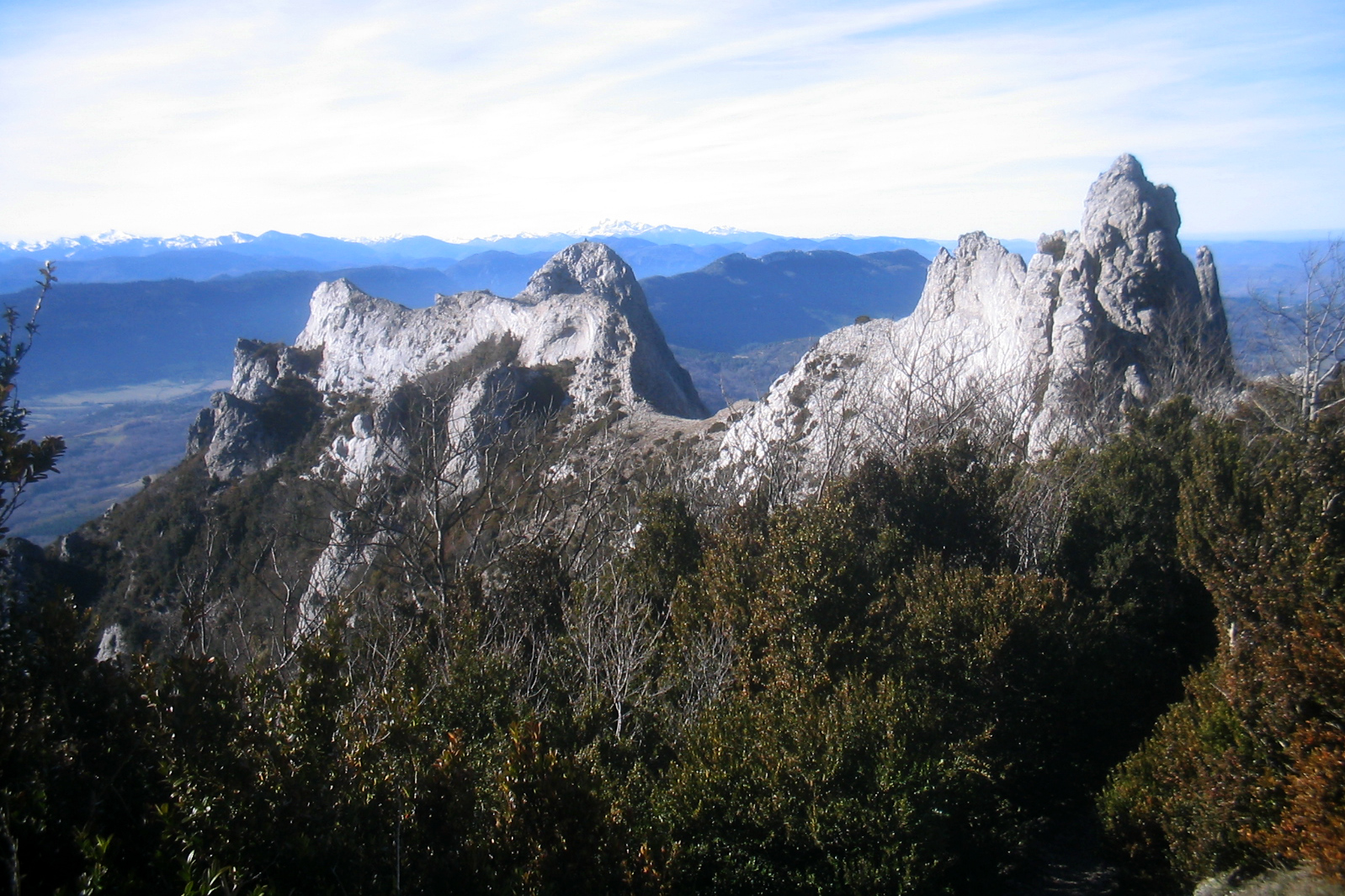

科比耶尔山脉（法語：Massif des Corbières，法語發音：[masif de kɔʁbjɛʁ]）是法國的山脈，位於該國東南部奧克西塔尼大區，屬於前比利牛斯山山麓的一部分，東臨地中海，南接阿格利河，西面和北面是奥德河。
42°50′27″N 2°45′08″E / 42.84083°N 2.75222°E